# Holmes Brook (dopływ Lime Brook)
Holmes Brook – strumień (brook) w kanadyjskiej prowincji Nowa Szkocja, w hrabstwie Pictou, płynący w kierunku zachodnim i uchodzący do Lime Brook; nazwa urzędowo zatwierdzona 7 lutego 1966.